# Katarzyna Pisarska
Katarzyna Emanuela Pisarska (ur. 23 maja 1981) – polska politolog i działaczka społeczna. Założycielka i Przewodnicząca Rady Fundacji Europejskiej Akademii Dyplomacji w Warszawie oraz Wyszehradzkiej Szkoły Nauk Politycznych. Współzałożycielka oraz Przewodnicząca Rady w Fundacji im. Kazimierza Pułaskiego oraz współtwórczyni największego wydarzenia Fundacji: Warsaw Security Forum. 
Doktor habilitowana nauk społecznych i profesor w Szkole Głównej Handlowej. W lutym 2022 była jedną z założycielek Międzynarodowego Centrum na rzecz Zwycięstwa Ukrainy (International Center for Ukrainian Victory). Od 2024 roku szefowa grupy doradców przy Przewodniczącym Komisji Spraw Zagranicznych Sejmu RP. 
Jest współscenarzystką oraz protagonistką serii dokumentalnej "Taniec z Rosyjskim Niedźwiedziem", realizowanej w latach 2024-2025 przez TVP.
Córka Marka L. Kowalskiego i Marioli Śliwińskiej-Kowalskiej oraz żona Zbigniewa Pisarskiego.

## Wykształcenie
Absolwentka Evangel Christian Academy High School w Shreveport w stanie Luizjana (USA). W 2003 ukończyła z wyróżnieniem studia magisterskie na Wydziale Stosunków Międzynarodowych i Politologicznych Uniwersytetu Łódzkiego oraz Polsko-Francuskie Studia Europejskie w Szkole Głównej Handlowej (2001–2003). Jest również absolwentką Kolegium Europejskiego w Brugii (Belgia) (2003–2004). W 2009 roku uzyskała stopień doktora nauk ekonomicznych w Szkole Głównej Handlowej na podstawie dysertacji Rola i wkład Polski we współtworzeniu polityki wschodniej Unii Europejskiej (promotor – Joachim Osiński). W 2018 otrzymała stopień doktora habilitowanego w dziedzinie nauk społecznych (nauki o polityce) na Wydziale Stosunków Międzynarodowych i Politologicznych Uniwersytetu Łódzkiego, przedstawiając monografię Krajowy Wymiar Dyplomacji Publicznej – ocena skuteczności poprzez ewaluację zaangażowania społeczeństwa w politykę.
Stypendystka programu Erasmus na Universite de Provence we Francji (2002), Polsko-Amerykańskiej Komisji Fulbrighta na Uniwersytecie Harvarda w USA (2007) oraz Narodowej Agencji Wymiany Akademickiej na USC w Stanach Zjednoczonych (2019). Odbyła staże naukowe na Johns Hopkins University w Waszyngtonie (2010), na University of Oslo (2012), na Australijskim Uniwersytecie Narodowym w Canberze (2015) na USC University of Southern California w Los Angeles (2019) oraz na Universidad de Málaga w Hiszpanii (2022/2023). Uczestniczyła też w programach z zakresu przywództwa organizowanych przez Uniwersytet Harvarda (2016), Uniwersytet Oksfordzki (2017) oraz Uniwersytet Princeton (2018).

## Kariera zawodowa
W 2001 była jedną ze współzałożycieli, a później wieloletnią przewodniczącą zarządu (2004–2008) ogólnopolskiego stowarzyszenia „Forum Młodych Dyplomatów”. W 2004 utworzyła również pierwszą pozarządową akademię dyplomatyczną „Europejską Akademię Dyplomacji”, którą do 2020 kierowała jako dyrektor i prezes zarządu fundacji a od 2021 pełni funkcję przewodniczącej rady fundacji. W 2013 wspólnie z Radą Europy założyła Wyszehradzką Szkołę Nauk Politycznych. Współzałożycielka oraz Przewodnicząca Rady w Fundacji im. Kazimierza Pułaskiego. Od 2015 zaangażowania w organizację, najpierw jako dyrektor programowa, a od 2021 jako Przewodnicząca Warsaw Security Forum.
Akademicko związana ze Szkołą Główną Handlową. Zatrudniona w Kolegium Ekonomiczno-Społecznym kolejno na stanowisku asystenta (2005), adiunkta (2009) oraz profesora nadzwyczajnego (od 2019). Specjalizuje się w polityce zagranicznej Unii Europejskiej, polskiej polityce wschodniej, stosunkach transatlantyckich oraz dyplomacji publicznej. Autorka licznych publikacji międzynarodowych w tym książki „The Domestic Dimension of Public Diplomacy, Evaluating Success through Civil Engagement” (Palgrave McMillan 2016).
Od 2014 roku związana ze Światowym Forum Ekonomicznym w Davos. W 2014 roku nominowana na 6 lat do grona Young Global Leaders, gdzie w latach 2018-2021 zasiadała w ciele zarządzającym grupą – YGL Advisory Council. Od 2017 ekspert Forum, uczestnicząca m.in. w Europe Group pracującej na rzecz reformy Unii Europejskiej.
W latach 2020-2024 wiceprzewodnicząca European Forum Alpbach w Austrii. Od 2024 zasiada w Międzynarodowej Radzie Doradczej Forum.
Dwukrotnie pracowała w Kongresie Stanów Zjednoczonych. W 2002 jako stażystka w biurze Senatora Josepha Liebermana, a w 2017 przy Senackiej Komisji Spraw Zagranicznych jako Transatlantic Fellow.
Komentatorka polityki zagranicznej w mediach, m.in. w Polsat News, TVN24, Polskie Radio oraz Tok.fm.

## Film dokumentalny "Taniec z rosyjskim niedźwiedziem"[20]
Realizowana w latach 2024-2025 seria dokumentalna „Taniec z rosyjskim niedźwiedziem”, to podróż Katarzyny Pisarskiej, przewodniczącej Warsaw Security Forum, w głąb relacji Zachodu z Moskwą. Film analizuje, jak interesy gospodarcze przesłoniły realne zagrożenie i jakie konsekwencje ma to dla dzisiejszej Europy.
Film to dogłębna analiza geopolitycznych błędów i ich konsekwencji, w tym rosnącej zależności od rosyjskich surowców oraz braku zdecydowanej reakcji na wcześniejsze agresywne działania Moskwy. Dokument przedstawia również perspektywę Europy Środkowo-Wschodniej oraz zastanawia się nad przyszłością bezpieczeństwa kontynentu.
Dokument wyprodukowany został przez TVP. 

## Odznaczenia i wyróżnienia
- Order „Za zasługi” III klasy (Ukraina, 2025)[22]

- Nagroda Programu im. Bekkera na zagraniczny pobyt naukowy na University of Southern California (2018)
- Nagroda oraz Tytuł „Absolwent VIP Uniwersytetu Łódzkiego” (2016)[23]
- Nagroda „Absolwent 15-lecia Wydziału Studiów Międzynarodowych i Politologicznych Uniwersytetu Łódzkiego” (2015)
- Stypendium Go8 European Fellowship na pobyt naukowy na Australian National University (2015)
- Stypendium Ministra Nauki i Szkolnictwa Wyższego dla wybitnych młodych polskich naukowców (2013–2016)
- Stypendium Polsko-Amerykańskiej Komisji Fulbrighta na pobyt naukowy na Uniwersytecie Harvarda (2007)
- Honorowe obywatelstwo Miasta Brugia, Belgia (2004)

W 2014 nominowana do grona Young Global Leaders przez Światowe Forum Ekonomiczne w Davos, a w 2021 roku do grona Munich Young Leaders przez Monachijską Konferencję Bezpieczeństwa. W 2013 roku uznana została przez amerykańskie czasopismo „Diplomatic Courier” za jedną z 99 najbardziej wpływowych światowych liderów polityki zagranicznej poniżej 33. roku życia.

## Publikacje

### Książki
- K. Pisarska (2016), The Domestic Dimension of Public Diplomacy – Evaluating Success through Civil Engagement, London: Palgrave McMillan.
- K. Pisarska (2003), The Polish American community’s lobbying for Poland’s inclusion into NATO, Wydawnictwo Mediton, Łódź

### Wybrane artykuły
- K. Pisarska, González Laya A., Grand C., Tocci N., Wolff G. (2025), Can American Abandonment Help Europe? The Continent Has a Chance to Address Its Own Weaknesses, Foreign Affairs
- K. Pisarska, K. (2025). Behind the U.S. Foreign Policy Decision-Making to Invade Iraq (2003): Insider Accounts Two Decades On. Diplomacy & Statecraft, 36(1), 250–268.
- K. Pisarska, González Laya A., Grand C., Tocci N., Wolff G. (2024), Trump-Proofing Europe: How the Continent Can Prepare for American Abandonment, Foreign Affairs.
- K. Pisarska (2024), The Jury Is In? The Impact of Domestic and Global Responses to The COVID Health Crisis On Soft Power of The United States, China, and Germany (2020–2021), W: The Routledge Handbook of Soft Power/ red. Chitty N., Lilian Ji, G. D. Rawnsley.
- K. Pisarska (2023), US–French relations in the run-up to the US invasion of Iraq (2002–2003): Insider accounts two decades on, Sprawy Międzynarodowe.
- K. Pisarska (2021), Soft power in times of the plague: the winners and losers of first wave of COVID-19 (winter-summer 2020), Sprawy Międzynarodowe, 73 (3) pp. 41-67.
- K. Pisarska (2019), Strengthening European Defense Capabilities: A Polish Perspective, Georgetown Journal of International Affairs.
- K. Pisarska (2019),  Why Europe's Elections Matter in Poland, The Atlantic Council.
- K. Pisarska (2019), Conducting Elite Interviews in an International Context: Lessons From the World of Public Diplomacy, SAGE Research Methods Cases Part 2.
- K. Pisarska (2017), “A Future for the EU Army? A Step-by-Step Approach”, FKP Policy Paper, Fundacja im Kazimierza Pułaskiego, Warszawa 2017
- K. Pisarska (2017), “Patterns of Polish-German Reconciliation – Are They Transferable into International Politics?”, in: The German-Polish Reconciliation Policies: Insights for the Koreas, eds. K. Kozłowski I K. Stuewe, Oficyna Wydawnicza SGH, s. 81–98.
- K. Pisarska (2016), “Soft Power in North America and Europe”, in: Routledge Handbook of Soft Power, edited by Naren Chitty, Craig Hayden, Li Ji, Gary Rawnsley, John Simons, Routledge.
- K. Pisarska (2015) „How the Promise of Europe Has Been Fullfiled”, Europe Needs Swagger – CNBC Special Report, 14 October 2015.
- K. Pisarska (2015), „Central Europe and the Immigrant Crisis: Understanding the East-West European Divide”, The Australian Outlook, Australian Institute of International Affairs, Canberra.
- K. Pisarska (2015), “Poland’s strategic awakening: a new leader appears”, The Strategist, Australian Strategic Policy Institute, Canberra, 6 May 2015.
- K. Pisarska (2015), „Peace Diplomacy and the Domestic Dimension of Norwegian Foreign Policy: The Insider’s Accounts”, Scandinavian Political Studies Volume 38, Issue 2, p. 198–215.
- K. Pisarska (2014), “How Visegradians can emulate the Scandinavians in telling their story to the world”, CPD Monitor, Vol.6, Issue 2, Summer 2014.
- K. Pisarska (2014), „The role of domestic public engagement in the formulation and implementation of U.S. Government-sponsored Educational Exchanges – an Insider’s Account”, Place Branding & Public Diplomacy, Palgrave McMillan.
- K. Pisarska (2012), „From Great Atlanticists to Great Europeans? The Impact of Obama’s Foreign Policy on Central Europe”, in: Obama, US Politics, and Transatlantic Relations: Change or Continuity?, ed. G. Scott-Smith, Peter Lang Publishers, Frankfurt.
- K. Pisarska (2012), “European Integration Studies in Political Science: the case of Poland”, in: Analyzing European Union Politics, eds. F. Bindi & K. A. Eliassen, Il Mulino, Bologna.
- K. Pisarska (2011), „America and the Eastern Partnership Initiative: From Friend to Meaningful Contributor”, Central European Digest, Issue Brief no. 120, Center for European Policy Analysis, Washington D.C.